# Panabá
Panabá är en ort i Mexiko.   Den ligger i kommunen Panabá och delstaten Yucatán, i den östra delen av landet, 1 200 km öster om huvudstaden Mexico City. Panabá ligger 17 meter över havet och antalet invånare är 5 232.
Terrängen runt Panabá är mycket platt. Runt Panabá är det glesbefolkat, med 16 invånare per kvadratkilometer. Närmaste större samhälle är Panabá, 0,09 km sydost om Panabá. Trakten runt Panabá består till största delen av jordbruksmark.